# مورياما (شيغا)
مدينة مورياما (بالإنجليزية: Moriyama)‏ هي أحد المدن التابعة لمحافظة شيغا. تأسست رسميًا في 01/07/1970. ويقدر عدد سكانها بـ 74263 نسمة حسب تقدير مكتب الإحصاء الياباني لعام 2012. تبلغ مساحة مورياما 54.81 كم2. بكثافة سكانية تبلغ 1355 نسمة/كم2.

## أعلام
- سوسوكه أونو